# Llac Athabasca
El Llac Athabasca, en anglès: Lake Athabasca, en francès: lac Athabasca; nom que deriva de l'idioma dels Cree aðapaskāw, "[on] hi ha un seguit de plantes") es troba a la cantonada nord-oest de la província de Saskatchewan i a la cantonada nord-est de la d'Alberta entre les latituds 58 i 60 °N. La seva conca de drenatge és de 274.540 km² i cubica 204 km³. Es troba a una altitud de 213 m. Té dipòsits importants de petroli en les seves sorres.

## Geografia
Aquest llac ocupa 7.850 km² i té una llargada de 283 km amb una amplada màxima de 50 km i una fondària màxima de 124 metres. És el vuitè llac més gros del Canadà. La seva aigua flueix cap al nord a través dels sistemes del Riu dels Esclaus i del Riu Mackenzie arribant finalment a l'Oceà Àrtic.

## Ciutats
- Fort Chipewyan
- Uranium City
- Camsell Portage

## Desenvolupament i medi ambient
La mineria d'urani i d'or de la seva costa nord va originar el naixement d'Uranium City a Saskatchewan però també ha originat contaminació de les seves costes. Les dunes del Llac Athabasca són les dunes de sorra més actives del món al nord de la latitud 58°N,actualment formen un "Parc Provincial de la Vida Salvatge". Al Llac Athabasca hi viuen 23 espècies de peixos i és on s'ha pescat la truita de riu més grossa del món (46,3 kg).